# Compagnia per Gertrude
Compagnia per Gertrude (Company for Gertrude) è un racconto dello scrittore inglese P. G. Wodehouse, pubblicato per la prima volta su periodici nel 1928 e in volume nel 1935 nella raccolta di racconti Blandings Castle (Il castello di Blandings).

## Storia editoriale
Il racconto è stato pubblicato per la prima volta nel Regno Unito (UK), nel numero di settembre 1928 del mensile The Strand Magazine, con le illustrazioni di Reginald Cleaver e subito dopo negli Stati Uniti nel numero di ottobre 1928 della rivista Cosmopolitan, con le illustrazioni di O. F. Howard. Fu poi raccolto nel volume dal titolo Blandings Castle pubblicato negli USA nel 1935. 
Come gli altri racconti della raccolta Il castello di Blandings, "Compagnia per Gertrude" fu tradotta due volte in lingua italiana e pubblicata in volume più volte ad opera di quattro editori: negli anni trenta nella traduzione di Giulia Brugiotti e dagli anni ottanta nella traduzione di Luigi Brioschi.
Nel 1936 i racconti di Blandings Castle, con l'aggiunta di altri sei non appartenenti tuttavia alla Saga del Castello dei Blandings, furono pubblicati anche nel Regno Unito nella raccolta intitolata Blandings Castle and elsewhere.

## Trama
La tranquillità di Lord Emsworth a Blandings è stata sconvolta dalle macchinazioni del suo rivale Sir Gregory Parsloe-Parsloe (che ha assunto il porcaro Cyril Wellbeloved, a cui era affidata la cura dell'Imperatrice di Blandings), e dall'arrivo della nipote Gertrude, inviata a Blandings da sua madre, Lady Georgiana, che non approvava l'infatuazione della ragazza per il reverendo Beefy Bingham: Gertrude si lamenta in continuazione e, ancora peggio, cerca di essere "utile" riordinando lo studio di Lord Emsworth.
Nel frattempo, Freddie Threepwood, figlio cadetto di Lord Emsworth, è tornato in Inghilterra per promuovere i biscotti "Dog-Joy" prodotti dal suocero Mr Donaldson. Freddy è sconsolato perché i biscotti sono stati rifiutati dalla zia Georgiana, la madre di Gertrude proprietaria di numerosi cani. Freddy incontra il suo vecchio compagno di Oxford, Beefy Bingham, il quale gli confida di essere innamorato di Gertrude ma, poiché Beefy non è benestante, la famiglia di lei si oppone e ha mandato Gertrude a Blandings. 
Freddie vuole aiutare Beefy. Traendo ispirazione da un film che ha appena visto, Freddie invita Bingham al castello di Blandings raccomandandogli di ingraziarsi il conte. Lord Emsworth all'inizio è lieto per la cortesia e la disponibilità mostrata dal nuovo ospite (presentatosi con il falso nome di "Mr Popjoy") in grado oltretutto di rendere Gertrude meno triste; ma ben presto si sente soffocare: Bingham, che considera Lord Emsworth un vecchio fragile da accudire, si preoccupa continuamente per salute e il benessere del conte; Lord Emsworth, che non pensa di essere vecchio e tanto meno di fragile salute, non desidera essere accudito e non sopporta che qualcuno gli stia troppo attorno. Emsworth inizia persino a mettere in dubbio la sanità mentale di Mr Popjoy, quando si sveglia di notte e trova il nuovo ospite che manda baci alla sua finestra. 
I tentativi di conquistare la benevolenza del conte da parte di Bingham sono sempre più rovinosi e catastrofici. Lord Emsworth «si sentiva come un vecchio decrepito capitato in mezzo a un gruppo di boy scout pieni di buone intenzioni, e ne era enormemente seccato». Freddie rivela al padre che Popjoy è in realtà Bingham, un ecclesiastico il quale spera di ottenere la parrocchia di Matchingham, un beneficio ecclesiastico a disposizione di Lord Emsworth sebbene nel territorio di Sir Gregory Parsloe-Parsloe. Lord Emsworth si rende conto che l'affidamento dell'incarico parrocchiale a Bingham è un mezzo per potersi vendicare del suo peggior nemico («Una volta che questo giovane, Popjoy o Bingham o comunque si chiamasse, si fosse insediato a meno di cento metri dai suoi cancelli, avrebbe mai potuto Sir Gregory tirare un sol respiro? (...) La punizione era severa, ma non si poteva negare che Sir Gregory se la fosse meritata»).

## Personaggi
(in ordine di apparizione)
Freddie Threepwoodfiglio cadetto di Lord Emsworth, 26 anni; sposato con Aggie Donaldson, a sua volta figlia del proprietario della fabbrica di biscotti per cani "Dog Joy"; amico del rev. Rupert Bingham detto Beefy
Lady Georgiana Alcesteruna delle tante sorelle di Lord Emsworth, e quindi zia di Freddie Threepwood, madre di Gertrude, proprietaria di molti cani
Rev. Rupert Bingham (Beefy)amico di Freddie dai tempi dell'università, vuole sposare Gertrude. Viene inviato da Freddie a Blandings come Mr. Popjoy perché cerchi di ingraziarsi Lord Emsworth che può facilitare il suo matrimonio con Gertrude, ma Beefy interpreta in modo alquanto goffo la parola "ingraziarsi". Il Rev. Rupert Bingham è presente anche in un racconto del Ciclo Jeeves: compare nel racconto "Jeeves e il Cantico dei Cantici" (Jeeves and the Song of Songs) pubblicato su The Strand Magazine e Cosmopolitan del settembre 1929 e quindi nella raccolta Benissimo, Jeeves! del 1930
Gertrude Alcesterfiglia ventitreenne di Lady Georgiana; molto bella, innamorata di Beefy
Clarence, Nono Conte di Emsworthproprietario del castello di Blandings; cinquantanovenne (ma suo padre visse fino a 77 anni di età), padre di Freddie Threepwood; molto distratto; ama i fiori ed è quasi sempre in giro per il giardino della sua casa dove si diletta anche a costruire vasi. Ama le competizioni; in questo racconto gareggia come proprietario della scrofa nera detta "Imperatrice di Blandings" al concorso come maiale più grasso alla Fiera agricola dello Shropshire
Sir Gregory Parsloe-Parsloeproprietario di Matchingham Hall, vicino di Lord Emsworth; già rivale nella gara delle zucche, è diventato rivale anche nelle gare fra proprietari delle scrofe più grasse; assume il porcaro Cyril Wellbeloved offrendogli un salario superiore a quello che gli dava Lord Emsworth (quest'ultimo lo ritiene perciò "sleale", accusandolo di avergli rubato Wellbeloved)
George Cyril Wellbelovedporcaro, ventinovenne; già alle dipendenze di Lord Emsworth, ora alle dipendenze di Sir Gregory
Sebastian Beachmaggiordomo a Blandings; attribuisce grande importanza alle convenzioni che regolano la vita al castello, di cui è un discreto ma rigido e inflessibile custode

## Edizioni
- (EN) Company for Gertrude, in Blandings Castle, 1ª ed., New York, Doubleday, Doran & Co, 1935.
- (EN) Company for Gertrude, in Blandings Castle and Elsewhere, 1ª ed., London, Herbert Jenkins, 1936.
- (EN) Company for Gertrude, in Blandings Castle and Elsewhere, London, Penguin books, 1975,  pp. 74-96, ISBN 014000985X.
- Compagnia per Gertrude, in Il castello di Blandings: romanzo umoristico inglese, traduzione di Giulia Brugiotti, Milano, Bietti, 1936.
- Compagnia per Gertrude, in Il castello di Blandings, collana Coll. BUR ; 481, traduzione di Luigi Brioschi, Milano, Biblioteca universale Rizzoli, 1984,  pp. 86-108, ISBN 88-17-12481-8.
- Compagnia per Gertrude, in Il castello di Blandings, collana Coll. Narratori della fenice, traduzione di Luigi Brioschi, Parma, U. Guanda, 1992, ISBN 88-7746-601-4.
- Compagnia per Gertrude, in Il castello di Blandings, collana Coll. TEAdue ; 315, traduzione di Luigi Brioschi, Milano, TEA, 1995, ISBN 88-7819-876-5.